# مالکوم ایبیووی
مالکوم ایبیووی (انگلیسی: Malcolm Ebiowei؛ زادهٔ ۴ سپتامبر ۲۰۰۳) بازیکن فوتبال است.
وی همچنین در تیم‌های ملی فوتبال Netherlands national under-15 football team و England national under-16 football team بازی کرده‌است.